# 巴鈺
巴鈺（英語：Pa Yu，1983年7月24日—），台灣女藝人，主持人、演員。目前為主持、戲劇領域發展之藝人。2017年加入《食尚玩家》主持群。2018年5月加入《一袋女王》主持人。2019年加入《來去CHECK IN》主持人。

## 個人生活
2013年與Tizzy Bac鼓手林前源結婚，育有一子一女。

## 主持作品

### 電視節目
| 年份                 | 頻道       | 節目名           | 備註                                   |
| 2011年11月9日-2013年 | 八大綜合台 | 《世界第一等》   |                                        |
|                      | 八大綜合台 | 《娱樂百分百》   |                                        |
|                      | GOOD TV    | 《進擊三國智》   | 第1季                                  |
| 2013年-2014年        | 八大綜合台 | 《世界正美麗》   |                                        |
| 2014年               | 公視       | 《就是愛運動》   | 與劉畊宏一同主持，2016年林彥君加入主持 |
| 2017年               | TVBS       | 《食尚玩家》     | 因合約關係退出                         |
| 2018年               | 東森超視   | 《太太狠犀利》   | 與焦志方一同主持                       |
| 2018年               | 衛視中文台 | 《一袋女王》     | 與曾國城一同主持                       |
| 2018年               | 華視       | 《天才衝衝衝》   | 代班主持人                             |
| 2019年               | 中天綜合台 | 《來去CHECK IN》 | 與郭彥均一同主持                       |
| 2019年               | 中天綜合台 | 《金牌17Q》      | 與沈玉琳、張文綺、許富凱一同主持       |
| 2020年               | 衛視中文台 | 《比賽開始》     | 與謝坤達一同主持                       |
| 2021年               | 衛視中文台 | 《一袋女王》     | 曾國城、劉宇珊、紀言愷一同主持         |
| 2023年               | 緯來綜合台 | 《女王大人》     | 曾國城一同主持                         |

### 網路節目
| 年份   | 頻道     | 節目名           | 備註 |
| 2019年 | Yahoo TV | 《爸媽有事嗎？》 |      |

### 星光大道
| 年份   | 頻道             | 節目名                         | 備註 |
| 2023年 | 三立都會台、公視 | 《第58屆金鐘獎節目類星光大道》 |      |

## 電視劇
| 年份   | 頻道                   | 劇名               | 角色    | 性質  |
| 2001年 | 台視                   | 《吐司男之吻》     | 女兒    |       |
| 2005年 | 八大綜合台             | 《終極一班》       | 情侶    |       |
| 2006年 | 華視                   | 《美味關係》       | 女記者  |       |
| 2007年 | 中視、八大綜合台       | 《公主小妹》       | 小玉    |       |
| 2008年 | 中視、八大綜合台       | 《籃球火》         | 天藍    |       |
| 2008年 | 中視、八大綜合台       | 《翻滾吧！蛋炒飯》 | 債主    |       |
| 2008年 | 台視、三立都會台       | 《無敵珊寶妹》     | 乘客    |       |
| 2008年 | 中視、八大綜合台       | 《我的億萬麵包》   | 阿珠    |       |
| 2009年 | 台視、三立都會台       | 《敗犬女王》       | 吳晶晶  |       |
| 2009年 | 民視、八大綜合台       | 《終極三國》       | 老師    |       |
| 2010年 | 大愛電視台             | 《一閃一閃亮晶晶》 | 范正芬  |       |
| 2010年 | 華視、八大綜合台       | 《呼叫大明星》     | 秀娜    |       |
| 2011年 | 三立都會台、東森綜合台 | 《真愛找麻煩》     | 曾經理  |       |
| 2011年 | 八大娛樂K台            | 《為愛固執》       | Yumi    |       |
| 2011年 | 華視、東森綜合台       | 《粉愛粉愛你》     | 貓姐    |       |
| 2011年 | 華視                   | 《拜金女王》       | 護理師  |       |
| 2012年 | 三立都會台、東森綜合台 | 《愛情女僕》       | 吳冠玲  |       |
| 2012年 | 八大綜合台             | 《終極一班2》      | 阿雞師  |       |
| 2013年 | 八大綜合台             | 《終極一班3》      | 阿雞師  |       |
| 2014年 | 三立都會台、東森綜合台 | 《喜歡·一個人》    | 林寶珠  | [ 6 ] |
| 2014年 | 八大綜合台             | 《終極惡女》       | 詹姆絲  |       |
| 2016年 | 三立都會台、東森綜合台 | 《飛魚高校生》     | 潘朵拉  |       |
| 2016年 | 八大綜合台             | 《終極一班4》      | 阿雞師  |       |
| 2017年 | 三立都會台、東森綜合台 | 《只為你停留》     | Ava     | [ 7 ] |
| 2019年 | 台視、八大綜合台       | 《我們不能是朋友》 | Jessica |       |
| 2019年 | 台視、八大綜合台       | 《90後的我們》     | 表姐    | 客串  |
| 2022年 | TVBS歡樂台、台視       | 《加油喜事》       | 武貞愛  |       |
| 2023年 | 東森超視、華視         | 《阿叔》           | 黃曉玉  |       |

## 電影
| 年份   | 片名         | 角色     |
| 2010年 | 《我，19歲》 | 毛毛     |
| 2012年 | 《愛 LOVE》  | 女護士   |
| 2013年 | 《瑪德2號》  | 隔壁老娘 |
| 2019年 | 《大三元》   | 盛寶菊   |

## 舞台劇
- 2006年： 亞東劇團音樂劇 《默哈拉》飾市集小販
- 2006年： 嵐創作體百老匯音樂劇 《拜訪森林》飾麵包師傅太太
- 2007年： 嵐創作體百老匯歌舞秀—玩、全百老匯
- 2007年： 嵐創作體百老匯音樂劇 《I Love You, You Are Perfect, Now Change》
- 2008年： 台北愛樂劇工坊母親節音樂劇 《老鼠娶親》飾媽媽
- 2024年：全民大劇團音樂劇《腦內失控的iTunes》
- 2024年：活界創造《文雄與秀英》

### 音樂錄影帶
| 發行年份 | 歌手      | 歌曲     | 導演   |
| -------- | --------- | -------- | ------ |
| 2019年   | Tizzy Bac | 深海怪物 | 吳仲倫 |

## 音樂作品

### 詞曲
- For Will (發表於 2009-04-30 娱樂百分百)

## 獎項紀錄
| 年度   | 頒獎典禮     | 獎項             | 節目           | 結果 |
| ------ | ------------ | ---------------- | -------------- | ---- |
| 2013年 | 第48屆金鐘獎 | 行腳節目主持人獎 | 《世界第一等》 | 提名 |
| 2019年 | 第54屆金鐘獎 | 綜藝節目主持人獎 | 《一袋女王》   | 提名 |
| 2020年 | 第55屆金鐘獎 | 綜藝節目主持人獎 | 《一袋女王》   | 提名 |
| 2024年 | 第59屆金鐘獎 | 綜藝節目主持人獎 | 《女王大人》   | 提名 |

## 外部連結
- 巴鈺的Facebook專頁
- 巴鈺的Instagram帳戶
- 巴鈺的新浪微博
- 巴鈺在豆瓣上的资料（简体中文）
- 巴鈺在时光网上的簡介（简体中文）
- 爸媽有事嗎？ - Yahoo TV （页面存档备份，存于）